# Чайка Дніпрова (срібна монета)
«Ча́йка Дніпро́ва» — ювілейна срібна монета номіналом 5 гривень, випущена Національним банком України, присвячена 150-річчю від дня народження української письменниці — Дніпрової Чайки (Людмили Олексіївни Василевської), яка написала чимало оповідань і віршів, створила лібрето багатьох дитячих опер, у тому числі «Коза-дереза», «Пан Коцький», «Зима і весна» М. Лисенка.
Монету введено в обіг 25 жовтня 2011 року. Вона належить до серії «Видатні особистості України».

## Опис монети та характеристики
| Номінал грн. | Метал            | Маса, г       | Діаметр, мм | Якість виготовлення | Гурт                           | Тираж, штук |
| ------------ | ---------------- | ------------- | ----------- | ------------------- | ------------------------------ | ----------- |
| 5            | срібло 925 проби | 15,55 / 16,81 | 33,0        | пруф                | гладкий із заглибленим написом | 5 000       |

### Аверс
На аверсі монети розміщено: угорі малий Державний Герб України та напис півколом «НАЦІОНАЛЬНИЙ БАНК УКРАЇНИ», стилізовану композицію, що символізує творчість Дніпрової Чайки, — дівчина біля моря, унизу — номінал та рік карбування монети «П'ЯТЬ ГРИВЕНЬ/2011».

### Реверс
На реверсі монети на дзеркальному тлі зображено портрет письменниці та розміщено написи: «ЛЮДМИЛА ВАСИЛЕВСЬКА» (ліворуч півколом), під портретом — «ДНІПРОВА/ЧАЙКА» та роки життя «1861/1927», праворуч на матовому тлі — рядки поезії Дніпрової Чайки «Зірка» — «…Тої зірки,/того світу/Повік не забуду!», під якими — стилізована чайка.

## Автори

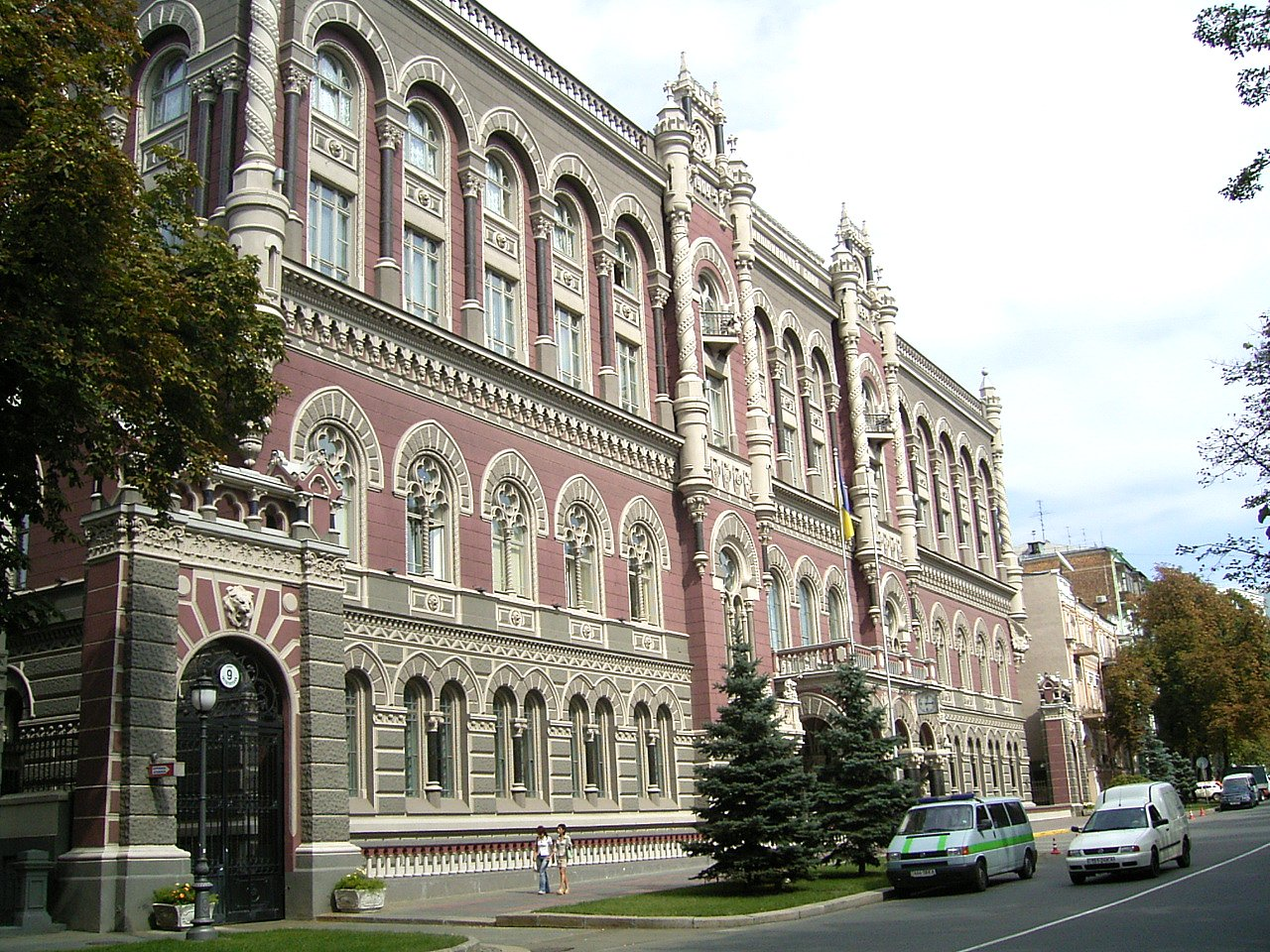
Будівля Національного банку України

- Художники: Таран Володимир, Харук Олександр та Харук Сергій.
- Скульптори: Дем'яненко Анатолій, Іваненко Святослав.

## Вартість монети
Ціну монети — 390 гривень, встановив Національний банк України у період реалізації монети через його філії 2011 року.
Фактична приблизна вартість монети, з роками змінювалася так:
| Рік        | 2012 | 2013 | 2014 | 2015 | 2016 | 2017 | 2018 | 2019 | 2020 | 2021 | 2022 | 2023  | 2024  | 2025  |
| ---------- | ---- | ---- | ---- | ---- | ---- | ---- | ---- | ---- | ---- | ---- | ---- | ----- | ----- | ----- |
| Ціна, грн. | 430  | 400  | 330  | 400  | 550  | 570  | 540  | 460  | 390  | 570  | 700  | 1 340 | 1 700 | 2 200 |